# 1216
Évszázadok: 12. század – 13. század – 14. század
Évtizedek: 1160-as évek – 1170-es évek – 1180-as évek – 1190-es évek – 1200-as évek – 1210-es évek – 1220-as évek – 1230-as évek – 1240-es évek – 1250-es évek – 1260-as évek
Évek: 1211 – 1212 – 1213 – 1214 –  1215 – 1216 – 1217 – 1218 – 1219 – 1220 – 1221

## Események

### Határozott dátumú események
- július 18. – III. Honoriusz pápa trónra lépése.[1]
- október 28. – A kilencéves III. Henrik követi apját az angol trónon.[2]

### Határozatlan dátumú események
- az év folyamán –
  - II. András magyar király nagy sereggel Galíciába küldi fiát, Kálmán herceget.[3]
  - III. Honoriusz pápa jóváhagyja a Domonkos-rend tevékenységét.[4]
  - A Krakkó melletti Kleparzban befejeződik a Szent Flórián-templom 1185-ben kezdődött építése, Kadłubek Boldog Vince szentelte fel.

## Halálozások
- június 11. – I. Henrik konstantinápolyi latin császár (megmérgezik) (* 1174)
- június 16. – III. Ince pápa (* 1160 vagy 1161)[5]
- október 19. – János angol király (* 1166)
- Robert de Clary francia krónikás (* 1770 körül)

## Európai időjárás
Hideg idő október végétől április végéig: a Boden-tó befagyott.